# Wülfershausen an der Saale
Wülfershausen an der Saale es un municipio situado en el distrito de Rhön-Grabfeld, en el estado federado de Baviera (Alemania), con una población a finales de 2016 de unos 1458 habitantes.
Se encuentra ubicado al norte del estado, en la región de Baja Franconia, a la orilla del río Saale y cerca de la frontera con el estado de Turingia.